# جورج فورت جيبس
جورج فورت جيبس (بالإنجليزية: George Fort Gibbs)‏ هو رسام أمريكي، ولد في 8 مارس 1870 في نيو أورلينز في الولايات المتحدة، وتوفي في 10 أكتوبر 1942 في فيلادلفيا في الولايات المتحدة.

## وصلات خارجية
- جورج فورت جيبس على موقع أوليمبيديا (الإنجليزية)